# Stenenhofmolen

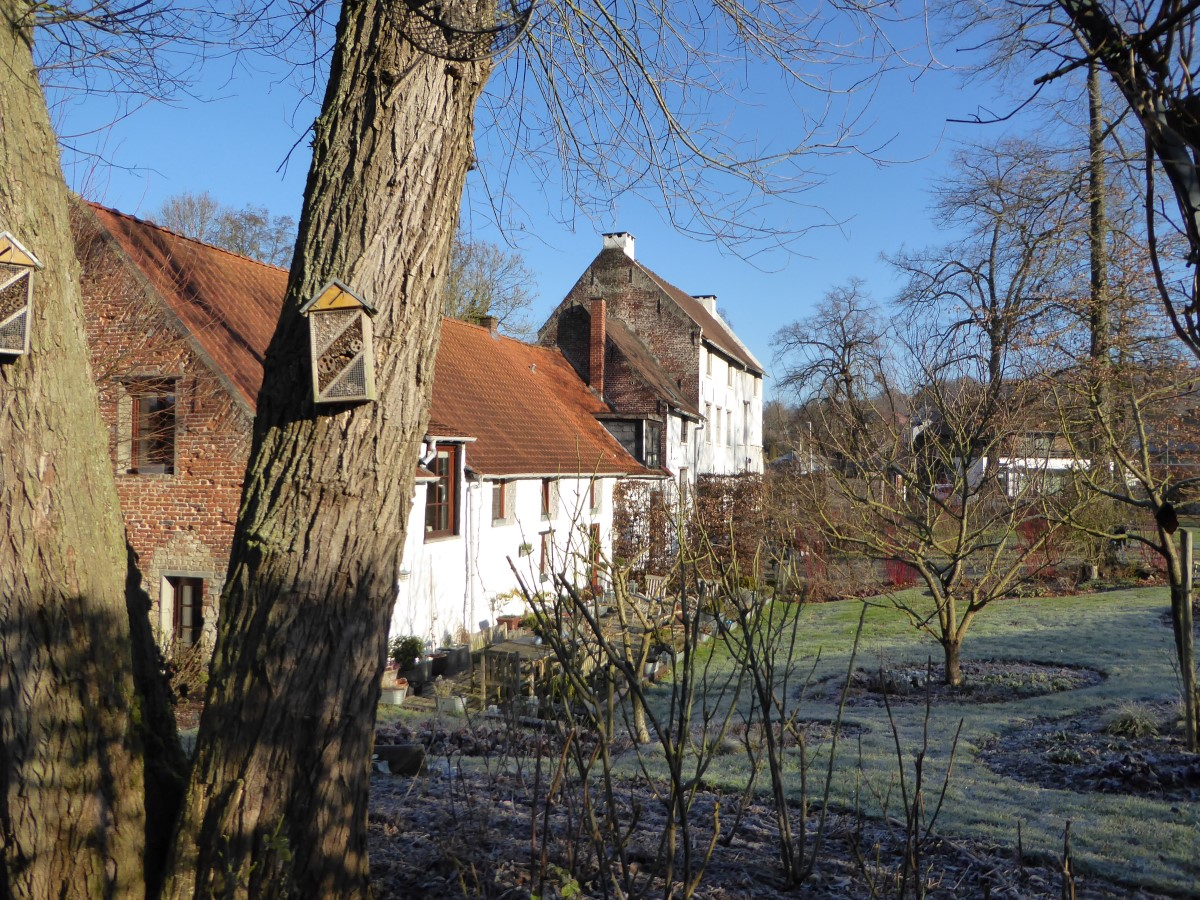
Stenen Hof met Stenenhofmolen

De Stenenhofmolen is een watermolen in de tot de Vlaams-Brabantse gemeente Beersel behorende plaats Dworp, gelegen aan de Alsembergsesteenweg 639.
Deze bovenslagmolen op de Kapittelbeek fungeerde als papiermolen.

## Geschiedenis
Het betreft een boerderijcomplex met een watermolen. Van de curia Tersteent is voor het eerst sprake in 1321. Waarschijnlijk was er toen al een watermolen die fungeerde als korenmolen. Het goed behoorde tot een afzonderlijk leen dat pas in 1766 deel werd van de baronie Dworp. Het was een voor die tijd groot landbouwbedrijf.
De papiermolen werd gebouwd in 1803 en in 1850 nog verder verbeterd, waarbij een nieuwe sluis werd gebouwd en een nieuw waterrad werd aangebracht. Hier was sprake van een papier- en kartonfabriek. In 1911 kocht de toenmalige eigenaar een andere molen aan het Goed Ter Motten te Huizingen en richtte deze als papiermolen in. De Stenenhofmolen werd verlaten waarna het binenwerk gesloopt werd en het molenhuis een agrarische bestemming kreeg. Daarna is het nog als rusthuis en als restaurant in gebruik geweest om vervolgens opnieuw aan een particulier verkocht te worden. Het waterrad is verdwenen.

## Gebouw
Het molenaarshuis is van begin 18e eeuw en de molen van 1803. Na 1860 werd er een verbinding tussen beide panden aangebracht.